# Герб на Несебър
Гербът на Несебър (в миналото градът е носил името Месемврия) в исторически план представлява шлем във фас, или във профил, колело с четири спици, амазонски щит, Атина Алкидемос и други божества.
2016 г. с Наредба № 11 община Несебър става първата община в България, която въвежда такса за сувенири възпроизвеждащи изображения на старинния полуостров или елементи от него, представляващи културни ценности, вкл. герба на града.